# Ferrari 212 Inter
Ferrari 212 Inter – samochód sportowy produkowany od 1951 roku, ostatni model wyjechał z fabryki na początku 1953. Model ten zapoczątkował czas specyficznej sprzedaży aut marki Ferrari. Od tej pory nabywca otrzymywał "jeżdżące podwozie" samochodu od Ferrari, a następnie został odesłany do projektanta nadwozia. Carrozzeria Touring, Ghia, Vignale i  Pinin Farina pomagały klientom dobrać kształt i rodzaj karoserii, a nawet kolor tapicerki. Jednostką napędową auta był silnik V12 o pojemności 2.6 L i mocy do 170 KM, na specjalne życzenie klienta. 

Wyprodukowano 82 egzemplarzy 212 Inter. Model ten rozpoczął najlepszy okres sprzedaży samochodów marki Ferrari.

## Dane techniczne
Ogólne
- Lata produkcji: 1951-1953
- Cena w chwili rozpoczęcia produkcji (1951):
- Liczba wyprodukowanych egzemplarzy: 82
- Projekt nadwozia: min. Carrozzeria Touring, Ghia (16 egz.), Vignale (37 egz.), Pinin Farina
- Masa własna: 975 kg
- Ogumienie: 5,90 R 15

Osiągi
- Prędkość maksymalna: 200 km/h
- Moc maksymalna: 172 KM (127 kW) przy 6500 obr./min
- 0-100 km/h: 7,05 s

Napęd
- Typ silnika: V12, 2 zawory na cylinder
- Pojemność: 2562 cm³
- Stopień kompresji: 8,0:1
- Napęd: tylna oś